# Anna Sandström (politiker)
Anna Elisabet Sandström, född 25 september 1987 i Nedertorneå-Haparanda församling, Norrbottens län, var förbundsordförande för Centerstudenter mellan maj 2011 och april 2013. Hon efterträdde då Karin Ernlund, och efterträddes av Hannes Hervieu. Som förbundsordförande för ett av Centerpartiets syskonorganisationer satt Anna Sandström i Centerpartiets partistyrelse.
Hon tog ut juristexamen vid Uppsala Universitet våren 2013.
Sandström kandiderade till Sveriges riksdag 2010 som kandidat nr 4 och 2014 som kandidat nr 2 för Centerpartiet i Norrbotten.
Sandström arbetar sedan 2015 som ledarskribent på Svenska nyhetsbyrån där hon bland annat skrev ledare på Barometern och Svenska Dagbladet.